# Vincente Minnelli

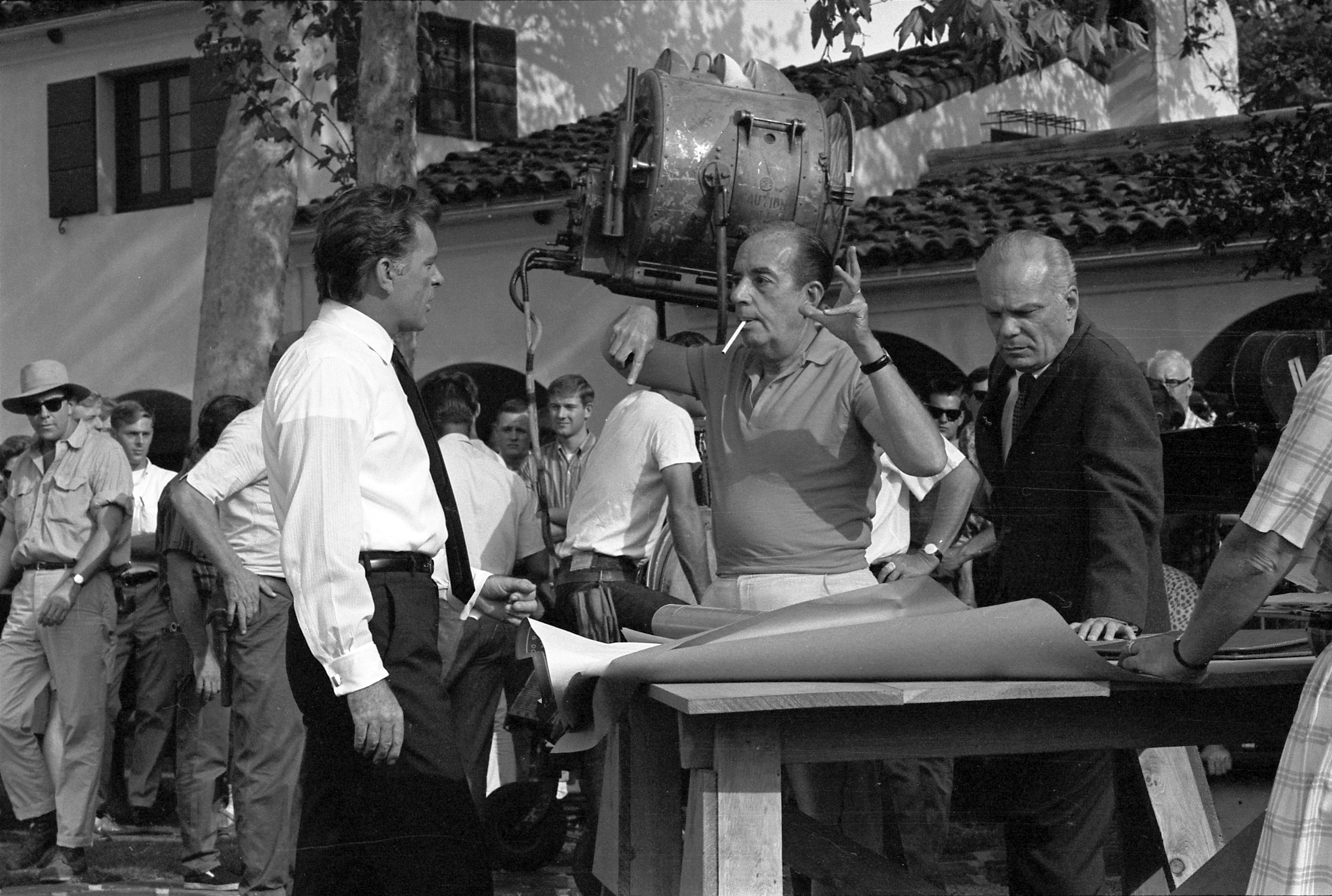
Vincente Minnelli (Mitte) mit Richard Burton am Set von … die alles begehren (1964)

Vincente Minnelli (* 28. Februar 1903 in Chicago, Illinois, als Lester Anthony Minnelli; † 25. Juli 1986 in Beverly Hills, Kalifornien) war ein US-amerikanischer Regisseur. Er drehte zahlreiche MGM-Klassiker der 1940er und 1950er Jahre. Er wurde vor allem durch preisgekrönte Filmmusicals wie Meet Me in St. Louis, Ein Amerikaner in Paris und Gigi bekannt.

## Leben
Vincente Minnelli war der Sohn eines italo-amerikanischen Musical-Dirigenten und kam dadurch früh mit Musical-Produktionen in Berührung. Seine Mutter war eine französische Schauspielerin. Die Familie betrieb eine Wanderbühne, wo Vincente bereits im Alter von drei Jahren auf der Bühne stand. Mit 16 Jahren verließ er die Schule ohne Abschluss und ging zurück in seine Geburtsstadt. Nach Jobs als Schauwerbegestalter und Fotograf begann er in den 1920er Jahren eine professionelle Karriere als Bühnen- und Kostümbildner für Broadway-Shows. 1933 wurde Minnelli der künstlerische Leiter der Radio City Music Hall in New York. Hier inszenierte er bis 1940 erfolgreiche Revuen und wurde dann von Arthur Freed für MGM in Hollywood engagiert. Zunächst war er Mitarbeiter für einige Mickey Rooney/Judy-Garland-Filme unter der Regie von Busby Berkeley. 1943 durfte er seinen ersten eigenen Film inszenieren: Ein Häuschen im Himmel, ein Musical mit ausschließlich afroamerikanischer Besetzung, das zum Überraschungserfolg wurde.
Schon sein dritter Film von 1944, Meet Me in St. Louis, mit Judy Garland in der Hauptrolle, etablierte ihn als bedeutender Hollywood-Regisseur. Meet Me in St. Louis war einer der größten Kinoerfolge des Jahres und fand auch bei Kritikern Anklang. Die Zusammenarbeit mit Judy Garland mündete in ihrer Hochzeit 1945. Ein Jahr später wurde ihre gemeinsame Tochter Liza Minnelli geboren. Bis zur Scheidung im Jahr 1951 führte er noch bei weiteren Filmen seiner Ehefrau Regie. 1952 erhielt er für die Regie des Musicals Ein Amerikaner in Paris eine Oscar-Nominierung. Während die Produktion mit Gene Kelly und Leslie Caron den Preis für den besten Film des Jahres erhielt, musste sich Minnelli dem US-Amerikaner George Stevens (Ein Platz an der Sonne) geschlagen geben. Sechs Jahre später vertraute er Caron die Titelrolle in der Musical-Verfilmung Gigi an, für die er schließlich den Oscar erhielt. Ein weiterer erfolgreicher Musicalfilm unter seiner Regie war Vorhang auf! mit Fred Astaire aus dem Jahr 1953.
Minnelli führte auch in anderen Genres bei vielen nennenswerten Werken Regie: Mit Spencer Tracy und Elizabeth Taylor drehte er 1950 die erfolgreiche Komödie Vater der Braut, die schon im folgenden Jahr eine Fortsetzung unter dem Titel Ein Geschenk des Himmels (1951) nach sich zog. Weiterhin drehte er 1957 die Komödie Warum hab’ ich ja gesagt? mit Gregory Peck und Lauren Bacall in den Hauptrollen. Ein weiterer Erfolg war das Filmdrama Stadt der Illusionen über das Leben eines skrupellosen Filmproduzenten, gespielt von Kirk Douglas. Obwohl der Film Kritik an Hollywood übte, wurde er mit fünf Oscars ausgezeichnet. Ein weiterer Erfolg war die Filmbiografie Vincent van Gogh – Ein Leben in Leidenschaft, bei der Kirk Douglas in der Titelrolle des Malers wohl eine der besten Leistungen seiner Karriere vollbrachte. 1956 inszenierte Minnelli das Drama Anders als die anderen, das wegen des Hays Codes nur vorsichtig mit dem Thema Homosexualität umging. Über eine Homosexualität Minnellis spekulierten Biografen von seinen Lebzeiten bis heute. Bereits 1949 hatte er das Filmdrama Madame Bovary und ihre Liebhaber mit Jennifer Jones gedreht, das mit Ehebruch ein damals ebenfalls skandalöses Thema hatte. Ab den 1960er Jahren nahm Minnellis Erfolg als Regisseur zunehmend ab und er drehte auch einige Flops. Mit dem Drama Nina, in dem seine Tochter Liza an der Seite von Ingrid Bergman und Charles Boyer zu sehen war, beendete Minnelli Mitte der 1970er Jahre seine erfolgreiche Filmkarriere.
Nach seiner Scheidung von Judy Garland im Jahr 1951 heiratete er noch dreimal, wobei zwei dieser Ehen geschieden wurden. Die 1980 geschlossene Ehe mit Margaretta Lee Anderson hielt bis zu seinem Tod. Minnelli starb 1986 nach längerer Krankheit an einer Lungenentzündung, nachdem er zuletzt auch unter Alzheimer gelitten hatte. Er wurde auf dem Forest Lawn Memorial Park im kalifornischen Glendale bestattet. An den Regisseur erinnert ein Stern auf dem Hollywood Walk of Fame (6676 Hollywood Boulevard).

## Stil
Vincente Minnelli verwendete in Bezug auf seine Filme häufig die Wörter „beauty“ (Schönheit) und „magic“ (Magie). „Minnelli glaubt mehr an Schönheit als an Kunst“, schrieb etwa der Filmkritiker Andrew Sarris. Wichtig war dem Visualisten dabei vor allem die möglichst größte Eleganz der Mise en Scène, wobei der Zuschauer vor den Filmbildern staunen sollte. Seine Technicolor-Filme sind auffallend farbenfroh und so gut wie alle seine Filme sind in Kostümen und Sets aufwändig ausgestattet, F. Keogh Gleason, der für Minnelli viele Filmsets entwarf, wies darauf hin, dass die meisten der Minnelli-Filmfiguren im Luxus zu leben scheinen, selbst wenn die Figuren im Drehbuch in der mittleren Gesellschaftsschicht angelegt waren. Ihm war der Stil also oft wichtiger als eine realistische Darstellung. Insbesondere seine vielen Musicalfilme haben häufig nur wenig Handlung, doch unterstrichen in diesem Falle die Filmsongs die Motivationen und Gefühle der Figuren.
Ein zentrales Thema in vielen seiner Filme sind Märchen, Träume und Mythen. Einige seiner Filme zeichnen sich durch bewusste Künstlichkeit aus und spielen im Showgeschäft, sodass sie den Zuschauer quasi hinter die Kulissen blicken lassen. Serge Daney schrieb, die Idee Minnellis sei, dass „ein guter Zauberer nicht die Illusion bricht, sondern sie ständig multipliziert bis zur Unendlichkeit. Zweimal Minus ergibt plus. Zwei Unwahrheiten ergeben eine Wahrheit“.

## Filmografie
- 1943: Ein Häuschen im Himmel (Cabin in the Sky)
- 1943: Der Tollpatsch und die Schöne (I Dood It)
- 1944: Heimweh nach St. Louis (Meet Me in St. Louis)
- 1945: Urlaub für die Liebe (The Clock)
- 1945: Yolanda und der Dieb (Yolanda and the Thief)
- 1945: Broadway Melodie 1950 (Ziegfeld Follies)
- 1946: Bis die Wolken vorüberzieh’n (Till the Clouds Roll By) (Szenen mit Judy Garland)
- 1947: Der unbekannte Geliebte (Undercurrent)
- 1948: Der Pirat (The Pirate)
- 1949: Madame Bovary und ihre Liebhaber (Madame Bovary)
- 1950: Vater der Braut (Father of the Bride)
- 1951: Ein Geschenk des Himmels (Father’s Little Dividend)
- 1951: Ein Amerikaner in Paris (An American in Paris)
- 1952: Stadt der Illusionen (The Bad and the Beautiful)
- 1952: Männer machen Mode (Lovely to Look At) (Modenschau-Szenen)
- 1953: War es die große Liebe? – Episode Mademoiselle (The Story of Three Loves)
- 1953: Vorhang auf! (The Band Wagon)
- 1953: Villa mit 100 PS (The Long Long Trailer)
- 1954: Brigadoon
- 1955: Die Verlorenen (The Cobweb)
- 1955: Kismet
- 1956: Anders als die anderen (Tea and Sympathy)
- 1956: Vincent van Gogh – Ein Leben in Leidenschaft (Lust for Life)
- 1957: Warum hab’ ich ja gesagt? (Designing Woman)
- 1958: Gigi
- 1958: Was weiß Mama von Liebe? (The Reluctant Debutante)
- 1958: Verdammt sind sie alle (Some Came Running)
- 1959: Das Erbe des Blutes (Home from the Hill)
- 1960: Anruf genügt – komme ins Haus (Bells Are Ringing)
- 1962: Die vier apokalyptischen Reiter (The Four Horsemen of the Apocalypse)
- 1962: Zwei Wochen in einer anderen Stadt (Two Weeks in Another Town)
- 1963: Vater ist nicht verheiratet (The Courtship of Eddie’s Father)
- 1964: Goodbye Charlie
- 1965: … die alles begehren (The Sandpiper)
- 1970: Einst kommt der Tag… (On a Clear Day You Can See Forever)
- 1976: Nina – Nur eine Frage der Zeit (A Matter of Time)

## Auszeichnungen
- 1952: Oscar-Nominierung in der Kategorie Beste Regie für Ein Amerikaner in Paris
- 1959: Oscar in der Kategorie Beste Regie für Gigi
- 1960: Stern auf dem Hollywood Walk of Fame (Kategorie: Film)